# 1810 w literaturze
Wydarzenia literackie w 1810 roku.

## Nowe książki
- polskie
  - Jan Paweł Woronicz – Hymn do Boga
- zagraniczne

## Nowe prace naukowe
- zagraniczne
  - Juan Ignacio Molina – Saggio sulla Storia Naturale Del Cile di Gio: Ignacio Molina Seconda edizione accreciusta e arricchita di una nuova carta geografica e del ritrati dell’ autore

## Urodzili się
- 28 czerwca – Piotr Dahlman, polski poeta i publicysta (zm. 1847)
- 3 grudnia – Mary Traill Spence Lowell Putnam, amerykańska prozaiczka i poetka (zm. 1898)
- 11 grudnia – Alfred de Musset, francuski poeta, dramaturg, prozaik (zm. 1857)